# Aonidia ilicitana
Aonidia ilicitana är en insektsart som beskrevs av Gómez-menor Ortega 1968. Aonidia ilicitana ingår i släktet Aonidia och familjen pansarsköldlöss.
Artens utbredningsområde är Spanien. Inga underarter finns listade i Catalogue of Life.